# Фортеця Вогонья
Фортеця Вогонья (італ. La rocca di Vogogna) — середньовічна вежа розташована в районі Генестредо муніципалітету Vogogna, П'ємонт. Була однією з багатьох оглядових веж, розкиданих по Валь-Гранде, щоб ефективно сигналізувати про просування можливих ворогів. Даний топонім може викликати плутанину: насправді фортеця була лише баштою, що підпорядковувалася владі сеньйорів замку Вогонья, розташованому нижче за течією річки Точе. В той час як замок залишився практично неушкодженим до нашого часу, вежа поступово занепадала і на сьогодні перетворилася на руїни.

## Історія
Певної інформації про будівництво будівлі немає. Існує чотири основні гіпотези: заснована в римські часи (V ст. н.е.), у романський період, під час вторгнення бургундів (850 р.) або безпосередньо Агілулфом в ломбардський період.
Безсумнівним є те, що в 1348 році разом із замком Вогонья, відремонтованим Джованні Вісконті, вона стає твердинею.
Вона була зруйнована у XVI столітті після вторгнення Валлесані. 

## Пов'язані елементи
- Вогонья
- Замок Вогонья